# فرودگاه یرموث
فرودگاه یرموث  (به انگلیسی: Yarmouth Airport) یک فرودگاه همگانی با کد یاتا YQI است که یک باند فرود آسفالت دارد و طول باند آن ۱۸۲۹ متر است. این فرودگاه در کشور کانادا قرار دارد و در ارتفاع ۴۳ متری از سطح دریا واقع شده است.